# Canale 48 (Sardegna)
Canale 48 è stata una emittente televisiva della Sardegna, attiva in analogico dall'aprile 1977 al settembre 1993. Ritornò in vita come web TV nel 2010.

## Storia

### Origini
Canale 48 venne fondata, con sede a Calangianus, da Mario Savigni nell'aprile 1977.
Nata come canale televisivo, il cui segnale ha coperto quasi tutto il nord Sardegna con sei ripetitori, Canale 48 è stata un'emittente pioniere della televisione a carattere locale dell'isola, distinta come trampolino di lancio di artisti noti a carattere regionale e nazionale, tra i quali spicca il cantante Gianni Nazzaro.I programmi trasmessi, prodotti per la maggior parte in maniera autonoma da parte del direttivo, costituivano in quiz, giochi, rubriche politiche e sportive ed incontri calcistici di squadre isolane e contribuirono nella esponenziale crescita del canale in Sardegna.

### Anni ottanta e novanta
I primi successi arrivarono con i telequiz La Girandola (1977) ed Il Pronostico (1978), caratterizzati dalla partecipazione di artisti quali il mago Silvan, Claudio Villa e Gianni Nazzaro.
Con la cessione, avvenuta il 7 dicembre 1981, del canale 46 di Monte Limbara all'emittente nazionale Canale 5, e la successiva cessione, avvenuta nell'ottobre 1985, di gran parte della rete all'emittente olbiese Teleregione, l'attività del canale si ridusse inizialmente a cartoni animati, telefilm, film, ritrasmissione del canale musicale satellitare Music Box, e trasmissioni in differita di partite di calcio a carattere locale. Da annoverare, nel marzo del 1981, una collaborazione con Tokyo Broadcasting System per la realizzazione di un film girato a Calangianus. Nel 1982 fu trasmesso in diretta (con un notevole dispiegamento di risorse) il carnevale di Tempio Pausania. Il 17 settembre 1983, Canale 48 si aggiudicò per cinque anni in esclusiva la trasmissione delle gare della Torres e dell'ippodromo di Chilivani..
Successivamente, con l'acquisto nel 1988 dell'emittente di Ghilarza Telecentro (nata come TeleGhilarza il 16 novembre 1983, la cui attività come società cooperativa a responsabilità limitata fu sciolta con decreto ministeriale del 19 dicembre 1990)  Canale 48 ampliò la zona di ricezione sino alla provincia di Oristano e tornò' alla produzione in proprio di quiz, spettacoli, riprese di eventi sportivi e documentari.
Nell'ultima fase della sua vita in etere, a cavallo fra gli anni '80 e '90, e con una copertura ridotta alla sola gallura, l'emittente cambiò nome in Canale 49 Telecentro. Pur ottenendo la concessione nel 1992, nel settembre 1993 l'emittente cessò l'attività di trasmissione televisiva in analogico, pertento nel 1994 non le fu rinnovata.

### Anni duemila: la rinascita sul web
Con l'avvento del digitale terrestre, Canale 48 diverrà dal 2011 una emittente trasmessa solo online, e rappresenta attualmente una delle prime web TV live in Italia. L'attività principale della web TV è la diretta streaming di rubriche e partite di calcio a carattere regionale. Riguardo quest'ultime, la televisione ha avuto collaborazioni con le società calcistiche Football Club Calangianus 1905, Unione Sportiva Tempio 1946, Società Sportiva Lauras 1946 e Torres 1903.
Nel 2016 Canale 48 ha introdotto un sistema di news 24 ore su 24 curato dagli amministratori indirizzandosi, nel 2017, al quarantesimo anniversario dalla sua fondazione.

## Loghi

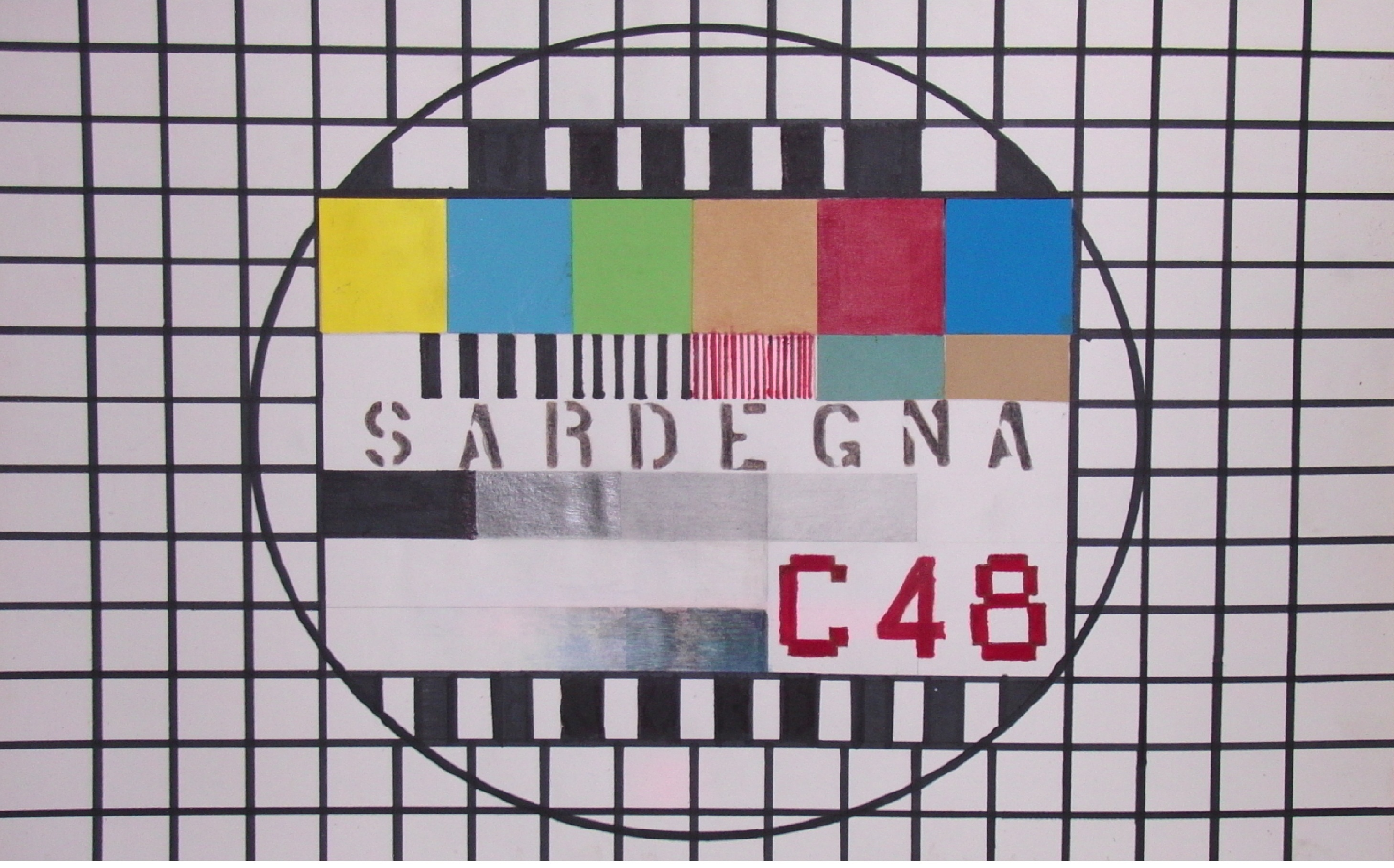
Monoscopio usato da Canale48 dall'aprile 1977
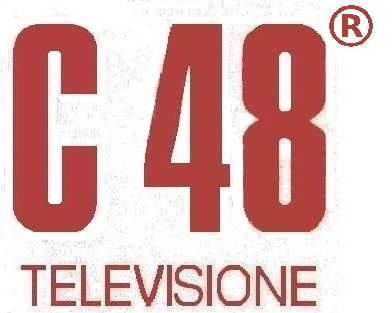
Logo dal 1977 al 1993
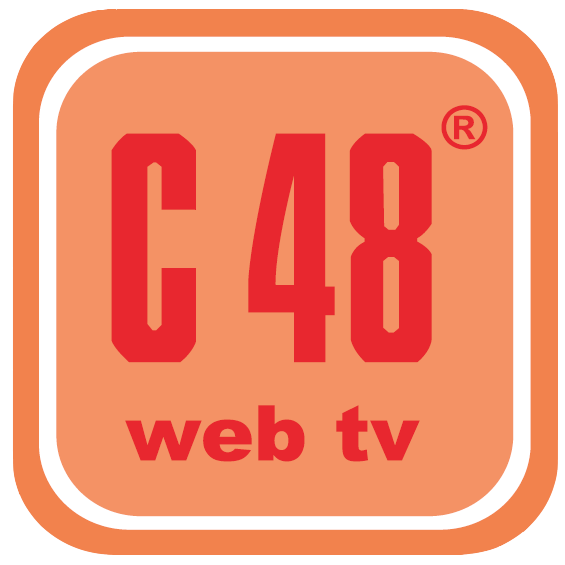
Logo utilizzato dal 2011
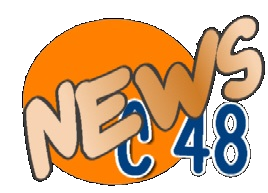
2010 News48